# Hans Kroh
Hans Kroh (13 mai 1907 à Heidelberg – 18 juillet 1967 à Brunswick) est un Fallschirmjäger (parachutiste) allemand pendant la Seconde Guerre mondiale et un général dans la Bundeswehr.

Il a été récipiendaire de la croix de chevalier de la croix de fer avec feuilles de chêne et glaives, qui récompense un soldat pour sa grande bravoure sur le champ de bataille ou son commandement avec succès militaire.

## Biographie
Hans Kroh entre à l'École de police de Brandebourg-sur-la-Havel en tant que cadet le 8 avril 1926. Le 1er octobre 1935, il devient commandant de la 2e compagnie du régiment General Göring et transféré dans la Luftwaffe le 1er avril 1936. Kroh complète sa formation de parachutiste et devient directeur de formation à l'École de parachutisme de Stendal. Après une période de membre d'état-major, le 1er septembre 1940, il prend le commandement du Ier bataillon du 2e régiment parachutiste.
Durant la bataille de Crète, Kroh prend le commandement du groupement tactique Sturm, dont l'objectif est l'aérodrome de Rethymnon, après que l'Oberst Alfred Sturm ait été fait prisonnier par les forces britanniques. Près de Stavromenos et de la raffinerie d'essence, les parachutistes ont combattu contre un ennemi très supérieur en nombre. Après de durs combats pendant dix jours, qui a occupé une grande partie des forces gréco-britanniques, le groupement tactique a été soulagé par l'infanterie de montagne. Kroh a reçu la croix de chevalier de la croix de fer le 21 août 1941.
En Afrique, Kroh a servi en tant que chef d'état-major de la brigade de parachutistes Ramcke. Il a été à l'initiative de l'évasion de la brigade à travers le territoire ennemi après le retrait allemand d'El-Alamein.
Engagés sur le front de l'Est, Kroh et son régiment ont combattu près de Novo Andreyevka et de Novhorodka. Près de Butor, son régiment élimine une tête de pont russe sur le Dniepr. Kroh a également combattu à Kirovograd, où les attaques russes ont été repoussées.
Hans Kroh commande la 2e division parachutiste lors de la bataille de Brest jusqu'à sa capture le 18 septembre 1944.
Hans Kroh rejoint la Bundeswehr le 1er juin 1956 en tant que Oberst. Le 1er septembre 1957, il est promu au grade de Brigadegeneral. Un jour plus tard, il prend le commandement de la 1re division Luftlande à Bruchsal. Le 1er juillet 1959, il est de nouveau promu Generalmajor. Il se retire de la vie active le 1er octobre 1962. 
Il meurt à Brunswick en 1967.

## Décorations
- Insigne des blessés en noir
- Bande de bras « Afrika » et « Kreta »
- Médaille d'argent de la valeur militaire (Medaglia d'Argento al Valor Militare) italienne (9 février 1942)
- Insigne de parachutiste de la Luftwaffe
- Insigne d'assaut au sol de la Luftwaffe
- Croix allemande en or (24 décembre 1942)
- Croix de fer
  - 2e classe (22 mai 1940)
  - 1re classe (22 mai 1940)
- Croix de chevalier de la croix de fer avec feuilles de chêne et glaives
  - Croix de chevalier le 21 août 1941 en tant que Major et commandant du I./Fallschirmjäger-Regiment 2[1]
  - 443e feuilles de chêne le 6 avril 1944 en tant que Oberstleutnant et commandant du Fallschirmjäger-Regiment 2[1]
  - 96e épées le  12 septembre 1944 en tant que Oberst et commandant de la 2e division parachutiste[1]
- Commandeur de l'ordre du Mérite de la République fédérale d'Allemagne (12 septembre 1962)